# (26383) 1999 MA2
1999 أم أي 2 (ويعرف أيضًا باسم (26383) 1999 أم أي 2 وفق تسمية الكوكب الصغير) (بالإنجليزية: 1999 MA2)‏ هو كويكب ضمن حزام الكويكبات؛ وترتيبه 26383 من حيث الاكتشاف.
اكتُشف هذا الجُرم الفلكي بواسطة ماسح السماء كاتالينا في 20 يونيو 1999.

## وصلات خارجية
- (26383) 1999 MA2 في قاعدة بيانات مختبر الدفع النفاث لأجرام النظام الشمسي الصغيرة

- الاكتشاف · مخطط المدار ·  العناصر المدارية · المعلمات المادية

- (26383) 1999 MA2 على موقع ويكي سكاي: DSS2, SDSS, GALEX, IRAS, Hydrogen α, X-Ray, Astrophoto, Sky Map, Articles and images